# Туряк
Туряк (рум. Tureac) — село у повіті Бистриця-Несеуд в Румунії. Входить до складу комуни Тіха-Биргеулуй.
Село розташоване на відстані 326 км на північ від Бухареста, 25 км на північний схід від Бистриці, 104 км на північний схід від Клуж-Напоки.

## Населення
За даними перепису населення 2002 року у селі проживали 2532 особи. Рідною мовою 2529 осіб (99,9%) назвали румунську.
Національний склад населення села:
| Національність | Кількість осіб | Відсоток |
| -------------- | -------------- | -------- |
| румуни         | 2351           | 92,9%    |
| цигани         | 176            | 7,0%     |